# 造父变星

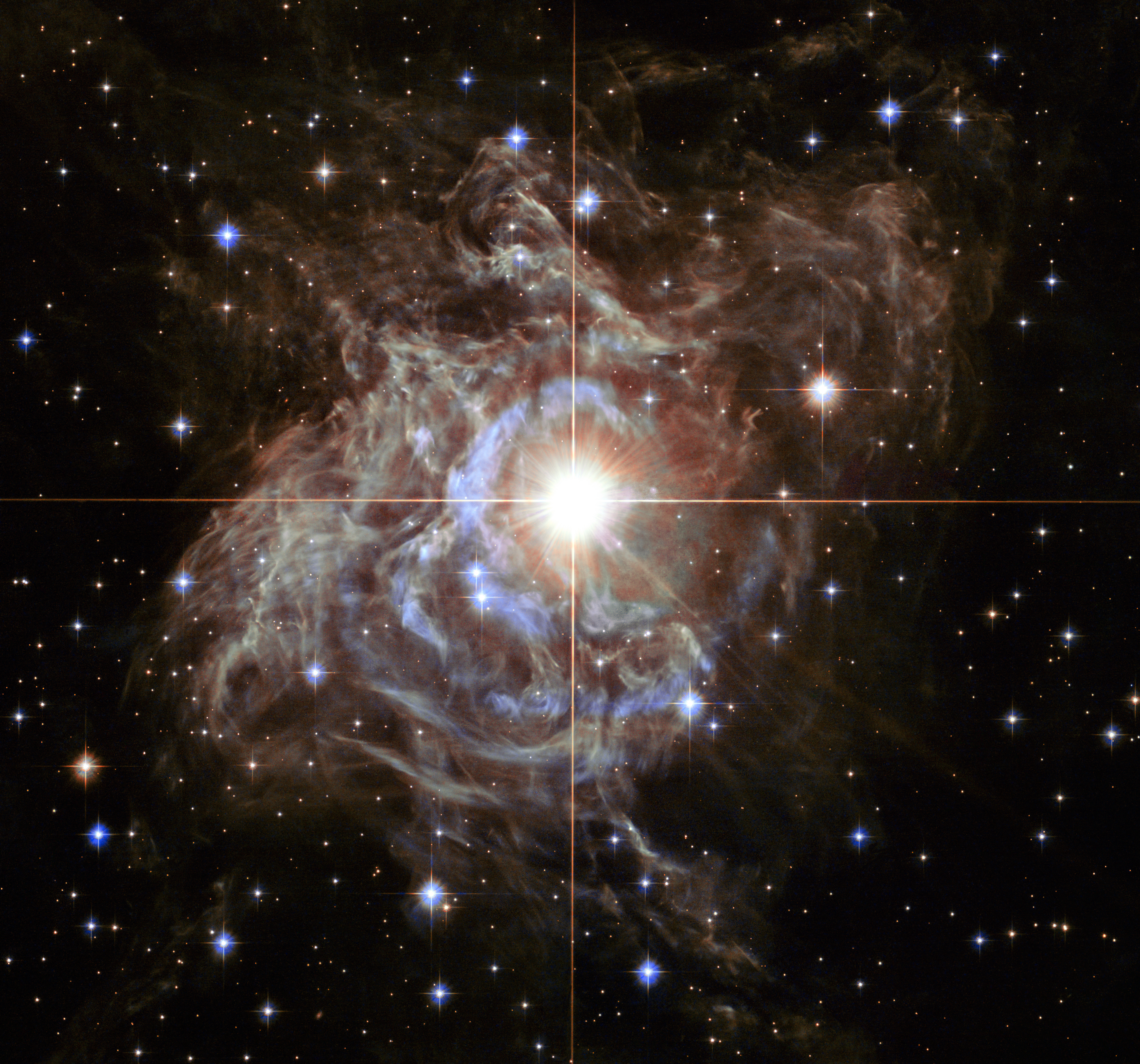
船尾座RS是银河系中最亮的造父变星之一，由哈伯太空望遠鏡拍攝

造父變星（Cepheid，發音： /ˈsɛfiːɪd/或/ˈsiːfiːɪd/）的成員是一種非常明亮的變星，其變光的光度和脈動週期有著非常強的直接關聯性。造父變星是建立銀河和河外星系距離標尺的可靠且重要的標準燭光。
造父變星分成幾個子類，表現出截然不同的質量、年齡、和演化歷史：經典造父變星、第二型造父變星、異常造父變星、和矮造父變星。 
造父變星的名稱源自在仙王座的仙王座δ星，在1784年被约翰·古德利克發現是一顆變星。由於是這種類型變星中被確認的第一顆，而它的中文名稱是造父一，因此得名。造父一也是驗證周光關係時特別重要的一顆造父變星，因為他的距離是造父變星中最精確的，這要歸功於它的成員都在星團之中，並且可以從哈伯太空望遠鏡/依巴谷衛星得到可靠的視差。

## 分類

### 經典造父变星
經典造父变星（也稱為第一型造父變星，或仙王座δ型變星）以幾天至數個月的週期非常有規律的脈動。經典造父變星是第一星族的變星，質量比太陽大4-20倍，發光度可以高達太陽的100,000倍。造父一是顆光譜類型為F6-K2的黃巨星，它在脹縮之間的半徑變化達到數百萬公里（大約是長週期變星船底座I的25%）。
經典造父變星在可見光波段光變幅度為0.1到2個星等，最亮時光譜型一般為F型，最暗時為G型或K型，光變週期從1.5天到50天不等。但也有例外的，比如武仙座BP星的光變週期為83.1天，小麥哲倫星系中也發現過光變週期長達二百天的經典造父變星。
經典造父變星被用來測量本星系群內和之外星系的距離，並且是用來估計哈伯常數。經典造父變星也曾被用來闡明我們銀河系的許多特性，像是太陽位於銀河盤面之上，和銀河系在本地的螺旋結構。
著名的北極星勾陳一也是一顆造父變星，光變週期約為4天，亮度變化幅度約為0.1個星等。

### 第二型造父变星
第二型造父变星（也稱為第二星族造父變星）是第二星族的變星，脈動週期在1-50天之間。第二型造父變星通常是貧金屬星，年老（～100億年）、低質量（～0.5太陽質量）。第二型造父變星又分成幾個子群，週期在1-4天的是BL Her子群、10-20天的是W Vir子群、週期超過20天的是RV Tau子群。
第二型造父變星用來建立至銀河中心、球狀星團與星系的距離。

### 矮造父變星
矮造父變星即為盾牌座δ變星。其他著名的矮造父變星包括五帝座一（獅子座β）和王良一（仙后座β）。織女星被懷疑也是盾牌座δ變星，但是尚未能證實。

### 異常造父變星
牧夫座BL型变星（BLBOO，BL Boötis variable 或 ACEP）
一群在不穩定帶上，週期少於2天的脈動變星，類似天琴座RR變星，但是光度較高。異常造父變星的質量比第二型造父變星、天琴座RR型變星高，也比我們的太陽高。尚不清楚它們是在轉回水平分支的年輕恆星，還是聯星系中進行質量轉移的藍掉隊星，或甚至是兩種的混合。

#### 双模式造父变星（Double-mode Cepheids variable）
双模式造父变星指显示出不止一种脉动的模式的异常造父变星；通常有两个周期：主周期为2-7天，副周期通常为主周期的0.8倍。主要类型有BCEP（B）， DSCT（B）， HADS（B）， SXPHE（B）， DCEP（B），天琴座RR型的子类由RRD型表示。

## 歷史
在1784年9月10日，愛德華·皮戈特檢測到天鷹座η的光度變化，這是第一顆被描述的經典造父變星。但是，這一種造父變星卻以幾個月後由约翰·古德利克發現的變星造父一為代表。造父一的視星等最亮時為3.7等，最暗時為4.4等，光變週期為5天8小時47分28秒。經典造父變星的光度與週期的關聯性是哈佛大學的亨麗愛塔·勒維特於1908年調查了麥哲倫雲內成千上萬顆的變星所發現的。她發現，造父變星的光變週期越長，視星等越小。她利用小麥哲倫雲中的造父變星確立了視星等和周期之間的準確關係，因為小麥哲倫雲離我們足夠遙遠，恆星又非常密集，其中每顆恆星到地球的距離都可以看作是近似相同的，因此勒維特發現的光變周期與視星等的關係可以視為是光變周期與絕對星等的關係。由視星等轉化為絕對星等，需要解決周光關係的零點標定問題。她在1912年以25顆造父變星與更進一步證據一起發表。
在1913年，丹麥天文學家埃希納·赫茨普龍對造父變星做了些研究，利用視差法測定了銀河系中距離較近的幾顆造父變星，標訂了距離尺度。
在1915年，美國天文學家哈羅·沙普利成功的解決了造父變星零點標定的問題，並使用造父變星訂出我們銀河系最初的大小和形狀，以及太陽在期間的位置。
1924年，愛德溫·哈伯計算仙女座大星系中某經典造父變星的距離，顯示它不是銀河系內的成員。這解決了島宇宙辯論所涉及的宇宙和星系是否是同義字的問題，或者銀河系只是組成宇宙的眾多星系中的一個。
在1929年，哈伯和米爾頓·赫馬森結合由造父變星測量出距離的幾個星系，和維斯托·斯里弗測量的星系退行速度，制定了現在稱為哈伯定律的公式。他們發現宇宙在膨脹（參見：膨脹宇宙模型）。但是，在幾年前喬治·勒梅特已經提出這種論斷。
在20世紀中葉，在將具有不同屬性的造父變星分為不同的類別之後，天文上影響深遠的距離問題獲得有效的解決。在1940年代，沃爾特·巴德將造父變星分為兩個族群（經典和第二型）。經典造父變星是年輕的、質量較大的第一星族星，第二型造父變星則是比較老且暗弱的第二星族星。經典造父變星和第二型造父變星遵循不同的周期和亮度關係。平均而言，第二型造父變星的絕對星等比經典造父變星暗了1.5等（但仍比天琴座RR型變星亮）。早期以造父變星對距離的測量，因為不經意的摻雜了經典造父變星和第二型造父變星，因而變得很複雜。沃爾特·巴德開創性的發現導致M31的距離增加了4成，和建立了河外星系的距離標尺。部分是因為天琴座RR的變光週期很短，很早就被確認是獨立的另一種變星（大約在1930年代）。

## 以造父變星測量距離的不確定性
綑綁在經典造父變星和第二型造父變星之間，對距離測量的不確定因素主要是：周光關係在不同通帶的本質，零點和斜率的關係這兩者都會衝擊到豐度，以及光度計的汙染（混合）和衰減的變化規律（通常是未知的），都會影響到造父變星測量的距離。所有這些主題在文獻中都有所爭辯。
這些未解決的事項已經導致哈伯常數的值（以經典造父變星建立）在60 km/s/Mpc和80公里/s/Mpc之間不等。解決此一差異是天文學當今的首要問題之一，因為宇宙學的宇宙參數受到哈伯常數數值精確的制約和影響。

## 脈動的動力學
在赫羅圖中，大部分脉动变星位于一个狭长的不稳定带上。造父变星位于这个不稳定带的上部，光谱型为F到K型。恒星在演化过程中，在赫罗图上可能数次穿越不稳定带，在正常恒星和造父变星之间不断转换。
現今所接受的造父變星脈動解釋稱為「愛丁頓閥」，或「κ機制」，此處的希臘字母κ（kappa）表示氣體的不透明度。
氦被認為是整個過程中最活躍的氣體：當氦的溫度越高、電離程度也越大，而雙電離（缺少兩顆電子的氦原子）的氦比單電離的氦更「透明」。在造父變星脈動循環最暗淡的部分，在恆星外層的電離氣體並不透明，恆星輻射的能量無處釋放，便開始加熱氣體。
溫度上升帶來兩個影響：1. 恆星開始膨脹、2. 電離程度增加。此時氣體溫度隨著膨脹降低，而因為電離度上升變得更加透明，允許較多的輻射逃逸，於是膨脹停止並開始收縮。這個過程一次又一次的重覆著。
這個熱引擎的脈動機制是亞瑟·愛丁頓在1917年提出的（他撰寫了一段造父變星的動力學），但是直到1953年S. A. Zhevakin才証實了氦的電離像是一種引擎的閥。

## 範例
- 經典造父變星：天鷹座η、雙子座ζ、劍魚座β、御夫座RT、北極星，和據以命名的造父一。北極星（勾陳一）是距離最近的經典造父變星。雖然這顆恆星展示出許多特性，光变周期约为4天，亮度变化幅度约为0.1个星等；但是它的距離仍是一個爭議很多的議題[42]。
- 第二型造父變星：室女座W型變星和武仙座BL。
- 矮造父變星：盾牌座δ、鳳凰座SX。
- 異常早父變星包括：鯨魚座XZ和牧夫座PL。

## 外部連結
- SEDS: Variable Stars
- McMaster Cepheid Photometry and Radial Velocity Data Archive （页面存档备份，存于）
- American Association of Variable Star Observers （页面存档备份，存于）
- Stellar pulsation theory - Regular versus irregular variability